# Lista de prémios e nomeações recebidos por Tina Fey
A seguir se apresenta a lista de prémios e nomeações recebidos por Tina Fey, uma actriz, comediante e argumentista nascida nos Estados Unidos. Tina já venceu e foi nomeada para uma variedade de prémios diferentes. Por entre estes, se destacam as nomeações para "Melhor Actriz em Série de Comedia" nos Globos de Ouro, nos Screen Actors Guild Awards e nos Emmy Awards. Ela venceu o Screen Actors Guild para "Melhor Actriz em Série de Comédia" por três anos consecutivos (2008, 2009 e 2010). Também foi nomeada cinco vezes ao prémio Emmy na categoria "Emmy Award para Melhor Actriz em Série de Comédia", vencendo somente em 2008.
Fey também foi nomeada para os prémios por nove vezes por sua performance como argumentista, vencendo o Emmy em 2008 pelo episódio "Cooter" da série de televisão 30 Rock e os The Comedy Awards em 2011. Em 2005, Tina recebeu uma nomeação aos Teen Choice Awards por suas performances como comediante. A actriz também venceu o prémio de "Melhor Série de Comédia" pela sua performance como produtora executiva e guionista por várias vezes pela série 30 Rock e pelo programa Saturday Night Live (SNL), incluindo nos Writers Guild of America Awards, nos prémios Emmy, nos Globos de Ouro, entre outros.
Em 24 de Dezembro de 2011, Tina Fey foi nomeada para cinquenta e quatro prémios diferentes, vencendo vinte e duas destas. Em 2012, ela recebeu uma nomeação ao Grammy Award de "Melhor Álbum de Palavra Falada".

## The Comedy Awards
Os The Comedy Awards são uma cerimónia de entrega de prémios que homenageia a comédia no cinema e na televisão. Tina Fey já recebeu três nomeações, ambas em 2011, vencendo uma pela sua performance no filme Date Night.
| Ano  | Categoria                            | Candidato(s) | Resultado |
| ---- | ------------------------------------ | ------------ | --------- |
| 2011 | Melhor Série de Comédia              | 30 Rock      | Nomeado   |
| 2011 | Melhor Actriz em Série de Comédia    | 30 Rock      | Nomeado   |
| 2011 | Melhor Actriz em Filme de Comédia    | Date Night   | Venceu    |
| 2012 | Melhor Série de Comédia              | 30 Rock      | Nomeado   |
| 2012 | Melhor Actriz em Série de Televisão  | Tina Fey     | Nomeado   |
| 2012 | Melhor Escrita em Série de Televisão | Tina Fey     | Venceu    |

## Critics' Choice Television Awards
Os Critics' Choice Television Awards são a cerimónia de entrega de prémios em que os críticos é que decidem os melhores programas da televisão. Tina Fey venceu o prémio de "Melhor Interpretação em Série de Comédia" em sua primeira edição.
| Ano  | Categoria                                | Candidato(s) | Resultado |
| ---- | ---------------------------------------- | ------------ | --------- |
| 2011 | Melhor Série de Comédia                  | 30 Rock      | Nomeado   |
| 2011 | Melhor Interpretação em Série de Comédia | 30 Rock      | Venceu    |

## Emmy Awards
Os Emmy Awards são uma das maiores cerimónias de entrega de prémios de televisão. Fey recebeu cinco nomeações consecutivas na categoria "Melhor Série de Comédia" pelo seu trabalho em 30 Rock, vencendo em 2007, 2008 e 2009.
| Ano  | Categoria                                                          | Candidato(s)              | Episódio                       | Resultado |
| ---- | ------------------------------------------------------------------ | ------------------------- | ------------------------------ | --------- |
| 2002 | Melhor Argumento em Programa de Variedade, Música ou Comédia       | Saturday Night Live       |                                | Venceu    |
| 2003 | Melhor Argumento em Programa de Variedade, Música ou Comédia       | Saturday Night Live       | Nomeado                        |           |
| 2007 | Melhor Série de Comédia                                            | Ver abaixo                | Venceu                         |           |
| 2007 | Melhor Actriz em Série de Comédia                                  | 30 Rock                   | Nomeado                        |           |
| 2007 | Escrita para Série de Comédia                                      | 30 Rock                   | "Tracy Does Conan"             | Nomeado   |
| 2008 | Melhor Série de Comédia                                            | Ver abaixo                |                                | Venceu    |
| 2008 | Melhor Actriz Principal em Série de Comédia                        | 30 Rock                   | Venceu                         |           |
| 2008 | Escrita para Série de Comédia                                      | 30 Rock                   | "Cooter"                       | Venceu    |
| 2008 | Performance Individual em Programa de Variedade, Música ou Comédia | Saturday Night Live       |                                | Nomeado   |
| 2009 | Melhor Série de Comédia                                            | Ver abaixo                | Venceu                         |           |
| 2009 | Melhor Actriz em Série de Comédia                                  | 30 Rock                   | "Reunion"                      | Nomeado   |
| 2009 | Melhor Actriz Convidada em Série de Comédia                        | Saturday Night Live       |                                | Venceu    |
| 2010 | Melhor Série de Comédia                                            | Ver abaixo                | Nomeado                        |           |
| 2010 | Melhor Actriz em Série de Comédia                                  | 30 Rock                   | "Dealbreakers Talk Show #0001" | Nomeado   |
| 2010 | Melhor Escrita para Série de Comédia                               | 30 Rock                   | "Lee Marvin vs. Derek Jeter"   | Nomeado   |
| 2011 | Melhor Série de Comédia                                            | Ver abaixo                |                                | Nomeado   |
| 2011 | Melhor Actriz de Comédia                                           | 30 Rock                   | "Double-Edged Sword"           | Nomeado   |
| 2011 | Melhor Actriz Convidada em Série de Comédia                        | Saturday Night Live       |                                | Nomeado   |
| 2012 | Melhor Série de Comédia                                            | ver abaixo                | Nomeado                        |           |
| 2012 | Melhor Actriz de Comédia                                           | 30 Rock                   | Nomeado                        |           |
| 2013 | Melhor Série de Comédia                                            | ver abaixo                |                                | Nomeado   |
| 2013 | Melhor Actriz em Série de Comédia                                  | Tina Fey                  |                                | Nomeado   |
| 2013 | Melhor Escrita de Argumento para Série de Comédia                  | Tina Fey, Tracey Wigfield | "Last Lunch"                   | Venceu    |

↑Nomeados para "Melhor Série de Comédia" em 2007  Lorne Michaels, Tina Fey, David Miner, Joann Alfano, Marci Klein, Robert Carlock, Jack Burditt, John Riggi, Brett Baer, Dave Finkel, Adam Bernstein, Jeff Richmond e Jerry Kupfer
↑Nomeados para "Melhor Série de Comédia" em 2008  Lorne Michaels, Tina Fey, Marci Klein, David Miner, Robert Carlock, John Riggi, Jack Burditt, Jeff Richmond, Don Scardino e Jerry Kupfer
↑Nomeados para "Melhor Série de Comédia" em 2009  Lorne Michaels, Tina Fey, Marci Klein, David Miner, Robert Carlock, John Riggi, Jack Burditt, Ron Weiner, Matt Hubbard, Jeff Richmond, Don Scardino, Jerry Kupfer
↑Nomeados para "Melhor Série de Comédia" em 2010  Lorne Michaels, Tina Fey, Marci Klein, David Miner, Robert Carlock, John Riggi, Ron Weiner
↑Nomeados para "Melhor Série de Comédia" em 2011  Lorne Michaels, Tina Fey, Marci Klein, David Miner, Robert Carlock, John Riggi, Ron Weiner
↑Nomeados para "Melhor Série de Comédia" em 2012  Lorne Michaels, Tina Fey, David Miner, Marci Klein, Robert Carlock, Jeff Richmond, John Riggi, Alec Baldwin, Kay Cannon, Vali Chandrasekaran, Josh Siegal, Dylan Morgan

## Golden Globe Awards
Os Golden Globe Awards são uma cerimónia de entrega de prémios que homenageia o melhor da televisão e do cinema. Tina Fey venceu um Golden Globe por seu papel como Liz Lemon em 30 Rock em 2008. Fey optou por não comparecer à cerimónia devido a greve de 2007-2008 do Writers Guild of America. O Writers Guild of America, dos quais Fey é membro, não compareceram a cerimónia de entrega de prémios durante a greve e não deixou os seus membros participarem. Os membros do Screen Actors Guild, dos quais Fey também faz parte, se recusaram a atravessar as proibições dos Writers Guild na cerimónia.
| Ano  | Categoria                                    | Candidato(s) | Resultado |
| ---- | -------------------------------------------- | ------------ | --------- |
| 2008 | Melhor Actriz em Série de Comédia ou Musical | 30 Rock      | Nomeado   |
| 2008 | Melhor Série de Comédia ou Musical           | 30 Rock      | Nomeado   |
| 2009 | Melhor Actriz em Série de Comédia ou Musical | 30 Rock      | Venceu    |
| 2009 | Melhor Série de Comédia ou Musical           | 30 Rock      | Venceu    |
| 2010 | Melhor Actriz em Série de Comédia ou Musical | 30 Rock      | Nomeado   |
| 2010 | Melhor Série de Comédia ou Musical           | 30 Rock      | Nomeado   |
| 2011 | Melhor Actriz em Série de Comédia ou Musical | 30 Rock      | Nomeado   |
| 2011 | Melhor Série de Comédia ou Musical           | 30 Rock      | Nomeado   |
| 2012 | Melhor Actriz em Série de Comédia ou Musical | 30 Rock      | Nomeado   |
| 2013 | Melhor Actriz em Série de Comédia ou Musical | 30 Rock      | Nomeado   |

## Grammy Awards
O Grammy Award é o mais prestigioso prémio da indústria musical, presenteado anualmente pela National Academy of Recording Arts and Sciences dos Estados Unidos, honrando conquistas na arte de gravação musical e provendo suporte à comunidade da indústria musical. Em 2012, Fey recebeu uma nomeação na categoria "Melhor Álbum de Palavra Falada".
| Ano  | Categoria                      | Candidato(s) | Resultado |
| ---- | ------------------------------ | ------------ | --------- |
| 2012 | Melhor Álbum de Palavra Falada | Bossypants   | Nomeado   |

## People's Choice Awards
O People's Choice Awards é uma cerimónia de entrega de prémios que reconhece as pessoas, músicas e séries da cultura popular. Foi criada pelo produtor Bob Stivers e é exibida desde 1975 pela rede de televisão Columbia Broadcasting System (CBS). A cerimónia é atualmente produzida pela empresa de higiene Procter & Gamble e decidida por votação online. No total, Tina Fey recebeu sete nomeações e venceu somente uma na categoria "Estrela Feminina Engraçada Favorita".
| Ano  | Categoria                               | Candidato(s)             | Resultado |
| ---- | --------------------------------------- | ------------------------ | --------- |
| 2005 | Estrela Feminina Engraçada Favorita     |                          | Nomeado   |
| 2009 | Colaboração na Tela Favorita            | Tina Fey e Amy Poehler   | Nomeado   |
| 2009 | Estrela Feminina Engraçada Favorita     |                          | Venceu    |
| 2010 | Actriz de Comédia de Televisão Favorita | Nomeado                  |           |
| 2011 | Estrela Favorita de Comédia             | Nomeado                  |           |
| 2011 | Equipa Favorita na Tela                 | Tina Fey e Steve Carrell | Nomeado   |
| 2012 | Actriz de Comédia de Televisão Favorita |                          | Nomeado   |

## Prémio Mark Twain para Humor Americano
O Prémio Mark Twain para Humor americano é o prémio mais importante da América direccionado para o humor, e é premiado anualmente pela John F. Kennedy Center for the Performing Arts desde 1998. Em 2010, Tina Fey recebeu o prémio.
| Ano  | Categoria     | Candidato(s) | Resultado   |
| ---- | ------------- | ------------ | ----------- |
| 2010 | [ 45 ] [ 46 ] | Tina Fey     | Homenageada |

## Screen Actors Guild Awards
O Screen Actors Guild Awards é um prémio anual promovido pelo sindicato americano de actores Screen Actors Guild. As nomeações dos prémios chegam de 4200 membros escolhidos ao acaso pelo sindicato, com uma quota total. Tina Fey foi nomeada ao prémio por oito vezes, vencendo quatro vezes. Em 2009, venceu todas as categorias em que foi nomeada.
| Ano  | Categoria                                       | Candidato(s) | Resultado |
| ---- | ----------------------------------------------- | ------------ | --------- |
| 2008 | Performance de uma Actriz numa Série de Comédia | 30 Rock      | Venceu    |
| 2008 | Performance de um Elenco numa Série de Comédia  | Ver abaixo   | Nomeado   |
| 2009 | Performance de uma Actriz numa Série de Comédia | 30 Rock      | Venceu    |
| 2009 | Performance de um Elenco numa Série de Comédia  | Ver abaixo   | Venceu    |
| 2010 | Performance de uma Actriz numa Série de Comédia | 30 Rock      | Venceu    |
| 2010 | Performance de um Elenco numa Série de Comédia  | Ver abaixo   | Nomeado   |
| 2011 | Performance de uma Actriz numa Série de Comédia | 30 Rock      | Nomeado   |
| 2011 | Performance de um Elenco numa Série de Comédia  | Ver abaixo   | Nomeado   |
| 2012 | Performance de uma Actriz numa Série de Comédia | 30 Rock      | Nomeado   |
| 2012 | Performance de um Elenco numa Série de Comédia  | Ver abaixo   | Nomeado   |
| 2013 | Performance de um Actriz numa Série de Comédia  | 30 Rock      | Venceu    |
| 2013 | Performance de um Elenco numa Série de Comédia  | Ver abaixo   | Venceu    |

↑Candidatos para "Performance de um Elenco numa Série de Comédia" de 2008  Tina Fey, Tracy Morgan, Jane Krakowski, Jack McBrayer, Scott Adsit, Judah Friedlander, Alec Baldwin, Katrina Bowden, Keith Powell e Lonny Ross
↑Candidatos para "Performance de um Elenco numa Série de Comédia" de 2009  Tina Fey, Tracy Morgan, Jane Krakowski, Jack McBrayer, Scott Adsit, Judah Friedlander, Alec Baldwin, Katrina Bowden, Keith Powell, Lonny Ross, Maulik Pancholy, Kevin Brown e Grizz Chapman
↑Candidatos para "Performance de um Elenco numa Série de Comédia" de 2010  Tina Fey, Tracy Morgan, Jane Krakowski, Jack McBrayer, Scott Adsit, Judah Friedlander, Alec Baldwin, Katrina Bowden, Keith Powell, Maulik Pancholy, Kevin Brown, Lonny Ross, Grizz Chapman e John Lutz
↑Candidatos para "Performance de um Elenco numa Série de Comédia" de 2011  Tina Fey, Tracy Morgan, Jane Krakowski, Jack McBrayer, Scott Adsit, Judah Friedlander, Alec Baldwin, Katrina Bowden, Keith Powell, Maulik Pancholy, Kevin Brown e Grizz Chapman
↑Candidatos para "Performance de um Elenco numa Série de Comédia" de 2012  Tina Fey, Tracy Morgan, Jane Krakowski, Jack McBrayer, Scott Adsit, Judah Friedlander, Alec Baldwin, Katrina Bowden, Keith Powell, Maulik Pancholy, John Lutz, Kevin Brown e Grizz Chapman
↑Candidatos para "Performance de um Elenco numa Série de Comédia" de 2013  Tina Fey, Tracy Morgan, Jane Krakowski, Jack McBrayer, Scott Adsit, Judah Friedlander, Alec Baldwin, Katrina Bowden, Keith Powell, John Lutz, Kevin Brown e Grizz Chapman

## Teen Choice Awards
O Teen Choice Awards é uma cerimónia de entrega de prémios para adolescentes exibida anualmente pela rede de televisão Fox Broadcasting Company (FOX). Tina Fey já recebeu três nomeações, vencendo uma em 2010 pela sua performance como actriz no filme de comédia Date Night.
| Ano  | Categoria                         | Candidato(s)        | Resultado |
| ---- | --------------------------------- | ------------------- | --------- |
| 2004 | Escolha Actriz de TV: Comédia     | Saturday Night Live | Nomeado   |
| 2005 | Escolha Comediante                |                     | Nomeado   |
| 2010 | Escolha Actriz de Cinema: Comédia | Date Night          | Venceu    |

## Writers Guild of America Awards
O Writers Guild of America Award é uma cerimónia de entrega de prémios concedida anualmente a produções de cinema, televisão e rádio entregue pelo Writers Guild of America desde 1949. Tina Fey é membro dos Writers Guild of America e já venceu quatro prémios, incluindo o de "Melhor Série de Comédia" em 2008 e 2009.
| Ano  | Categoria                | Candidato(s) | Episódio | Resultado |
| ---- | ------------------------ | ------------ | -------- | --------- |
| 2007 | Melhor Série de Comédia  | Ver abaixo   |          | Nomeado   |
| 2007 | Melhor Nova Série        | Ver abaixo   | Nomeado  |           |
| 2008 | Melhor Série de Comédia  | Ver abaixo   | Venceu   |           |
| 2009 | Melhor Série de Comédia  | Ver abaixo   | Venceu   |           |
| 2009 | Melhor Comédia episódica | Tina Fey     | "Cooter" | Nomeado   |
| 2010 | Melhor Série de Comédia  | Ver abaixo   |          | Venceu    |
| 2011 | Melhor Série de Comédia  | Ver abaixo   | Nomeado  |           |
| 2012 | Melhor Série de Comédia  | Ver abaixo   | Nomeado  |           |
| 2013 | Melhor Série de Comédia  | Ver abaixo   | Nomeado  |           |

↑Candidatos para "Melhor Série de Comédia" e "Melhor Nova Série" em 2007  Brett Baer, Jack Burditt, Kay Cannon, Robert Carlock, Tina Fey, Dave Finkel, Daisy Gardner, Donald Glover, Matt Hubbard e John Riggi
↑Candidatos para "Melhor Série de Comédia" em 2008  Brett Baer, Jack Burditt, Kay Cannon, Robert Carlock, Tina Fey, Dave Finkel, Daisy Gardner, Donald Glover, Matt Hubbard, Jon Pollack, John Riggi, Tami Sagher e Ron Weiner
↑Candidatos para "Melhor Série de Comédia" em 2009  Jack Burditt, Kay Cannon, Robert Carlock, Tina Fey, Donald Glover, Andrew Guest, Matt Hubbard, Jon Pollack, John Riggi, Tami Sagher e Ron Weiner
↑Candidatos para "Melhor Série de Comédia" em 2010  Jack Burditt, Kay Cannon, Robert Carlock, Tom Ceraulo, Vali Chandrasekaran, Tina Fey, Donald Glover, Steve Hely, Matt Hubbard, Dylan Morgan, Paula Pell, Jon Pollack, John Riggi, Tami Sagher, Josh Siegal, Ron Weiner, Tracey Wigfield
↑Candidatos para "Melhor Série de Comédia" em 2011  Jack Burditt, Hannibal Buress, Kay Cannon, Robert Carlock, Tom Ceraulo, Vali Chandrasekaran, Tina Fey, Jon Haller, Steve Hely, Matt Hubbard, Dylan Morgan, Paula Pell, John Riggi, Josh Siegal, Ron Weiner e Tracey Wigfield
↑Candidatos para "Melhor Série de Comédia" em 2012  Jack Burditt, Hannibal Buress, Kay Cannon, Robert Carlock, Tom Ceraulo, Vali Chandrasekaran, Tina Fey, Jon Haller, Matt Hubbard, Colleen McGuinness, Dylan Morgan, John Riggi, Josh Siegal, Ron Weiner, Tracey Wigfield